# Niccolò Ronchetti
Niccolò Ronchetti (Bologna, 10 gennaio 1989) è uno scacchista italiano, Maestro Internazionale.

## Carriera scacchistica
Impara a giocare a scacchi dai genitori. All'età di nove anni partecipa al suo primo torneo, il "Memorial Palmiotto" di Bologna. Dopo aver seguito un corso a Faenza, si iscrive al circolo CierrebiClub di Bologna, dove coglie i primi successi.
Il suo record nel rating mondiale lo ottiene nella classifica FIDE di novembre 2013 dove ottiene 2454 punti Elo
Le tappe della sua carriera:
1999 – Vince il campionato italiano under-10.
2001 – Vince il campionato italiano under-12.
2002 – Conquista a 13 anni il titolo di Maestro, il più giovane in Italia fino ad allora.
2003 - Vince il campionato italiano under-14.
2004 - Vince il campionato italiano under-18, realizzando la prima norma di Maestro Internazionale. È decimo al campionato europeo under-18, all'età di 15 anni.
2005 - È campione italiano under-16 e under-18. Ottiene il titolo di Maestro FIDE. Realizza un eccellente 4º posto al campionato italiano assoluto.
2006 - Partecipa in prima scacchiera, con la squadra "Italia 2", alle Olimpiadi di Torino. La squadra vince la medaglia d'oro di fascia. Vince per la seconda volta, a Bratto, il campionato italiano under-20.
2007 - Al campionato europeo under-18 di Sebenico in Croazia gioca tutto il torneo nelle prime posizioni, e solo una sconfitta all'ultimo turno gli impedisce di salire sul podio. Termina all'11º posto, conquistando comunque il titolo di Maestro Internazionale. Vince per la terza volta, a Fiuggi, il campionato italiano under-20 (è 1º-3º con i coetanei Denis Rombaldoni e Sabino Brunello, ma il titolo va a lui per lo spareggio Buholz).